# Сильвела, Франсиско
Дон Франциско Сильвела-и-Ле Веллёз (исп. Francisco Silvela y Le Vielleuze); 15 декабря 1843, Мадрид — 29 мая 1905, там же) — испанский политический и государственный деятель. Глава кабинета министров Испании (4 марта 1899—18 апреля 1900 и 6 декабря 1902—18 июля 1903). Историк, юрист и журналист. Испанский гранд.

## Биография
Путь в политику начинал как журналист. В 1869 году был избран в кортесы, где скоро выделился в рядах консервативной партии. В революционный период (1872—1874) находился вне политики; после восстановления монархии стал товарищем министра, потом министром внутренних дел в кабинетах Кановаса дель Кастильо и Мартинеса де Кампоса (4 марта 1899 — 18 апреля 1900), министром юстиции в кабинете Посада де Геррера.
В 1892 в результате конфликта с лидером консервативной партии Кановасом дель Кастильо, которого порицал за некорректные приемы борьбы, покинул ряды его партии и создал свою новоконсервативную партию. После убийства Кановаса дель Кастильо в 1897 году его партия вновь объединилась со староконсерваторами в единый консервативный союз, который и признал Ф. Сильвелу своим лидером, как преемника Кановаса.
Когда после испано-американской войны либеральное министерство Сагасты в 1899 году ушло в отставку и Ф. Сильвела был призван встать во главе правительства с задачей возродить Испанию. Данные им многочисленные широковещательные обещания выполнить не смог. В особенности он не имел сил сдержать клерикальную партию, одну из главных причин несчастного положения Испании. В 1899 заключил договор о покупке Германией испанских колониальных владений в Тихом океане.
При назначениях на государственные должности пытался руководиться не партийными соображениями, а пригодностью лиц, но возбудил этим против себя часть своей же партии.
В октябре 1900 года он вышел в отставку, но в 1902 г. вновь сформировал кабинет. На выборах в кортесы в мае 1903 получил большинство голосов избирателей, но в самом кабинете произошел раскол: из него вышел министр финансов Виллаверде, и это вызвало падение кабинета (18 июля 1903 г.). Ф. Сильвела объявил, что уходит навсегда из политической жизни. Но не сдержал обещания, хотя и не смог вернуть себе прежнее влияние.
Как оратор, Ф. Сильвела занимал в Испании одно из первых мест. Всегда сдержанный, холодный, строго деловой, превосходно владеющий предметом, о котором идёт речь, он вместе с тем в совершенстве владел оружием сарказма и иронии.

## Интересно
22 июля 1900 года в Сан-Себастьяне премьер-министр Испании, Франсиско Сильвела, предложил регенту Испании Марии Кристине Австрийской принять указ о стандартизации времени в стране, устанавливающий Среднее время по Гринвичу (UTC±00:00) как стандартное время на Пиренейском полуострове и Балеарских островах с 1 января 1901 года. Указ был принят Марией Кристиной 26 июля 1900 года.

## Память
Именем Франсиско Сильвелы названа одна из улиц в районе Саламанка Мадрида.